# Херлес, Вольфганг
Во́льфганг Хе́рлес (нем. Wolfgang Herles; род. 8 мая 1950, Титлинг, Бавария) — немецкий журналист и писатель.

## Биография
Вольфганг Херлес родился в Баварии и воспитывался в католической семье учителя реального училища в Линдау. Окончив гимназию, в 1972—1973 годах обучался в Германской школе журналистики в Мюнхене. В 1975—1980 годах Херлес работал корреспондентом Баварского радио в Бонне и параллельно обучался в Мюнхенском университете, где изучал германистику, исторические науки и психологию. В 1977 году получил степень магистра, в 1982 году защитил докторскую диссертацию на тему «Изменение отношений между человеком и природой в зеркале немецкой литературы после 1945 года». Херлес состоял в Молодёжном союзе Германии, был близок к ХСС, придерживался католическо-консервативных идей и быстро сделал карьеру. С 1980 года работал редактором политических и новостных телевизионных программ Report München, Tagesschau и Tagesthemen на канале ARD.
В 1984 году Вольфганг Херлес перешёл на канал ZDF, где в качестве главного редактора отдела внутренней политики разрабатывал концепцию и вёл политические журналы Bonn direkt и Was nun, …?. В 1987—1991 годах Херлес руководил боннской студией ZDF и до истечения срока своего трудового договора попросил о переводе в связи с тем, что близкий к ХДС наблюдательный совет канала ZDF требовал его отставки за жёсткую публичную критику федерального канцлера Гельмута Коля. Херлес выступал в защиту «революции 1968 года» и в 1991 году высказывался за то, чтобы бундестаг и бундесрат остались в Бонне.
До 1996 года Херлес вёл на ZDF ток-шоу live. В 2000—2015 годах он возглавлял редакцию и вёл на ZDF программу о культуре aspekte и программы о книгах на каналах 3sat и Phoenix. В 2011—2015 годах Херлес вёл на ZDF литературную программу Das Blaue Sofa. Херлес — ярый критик традиционного в Германии разделения литературы на «серьёзную» и «развлекательную». В настоящее время Вольфганг Херлес ведёт колонку в интернет-газете Online-Zeitung и журнале Tichys Einblick, с 2017 года пишет критические статьи об опере для газеты der Freitag.
Вольфганг Херлес женат на журналистке Барбаре Липпсмайер, у них двое сыновей.

## Публикации
- Selbst-Porträt der Kindheit und Jugend in: Florian Langenscheidt (Hrsg.): Bei uns zu Hause. Prominente erzählen von ihrer Kindheit. Düsseldorf 1995, ISBN 3-430-15945-8.
- Der Beziehungswandel zwischen Mensch und Natur im Spiegel der deutschen Literatur seit 1945  (1982) Hochschulschrift, ISBN 3-88099-125-1.
- Die (doppelte) Fälschung — Anmerkungen zum Verhältnis zwischen Literatur und Journalismus am Beispiel des Romans von N. Born In: ‚Romantik und Moderne. Festschrift für Helmut Motekat‘ (S. 213—223) Herausgeber: Erich Huber-Thoma (1986) Lang, ISBN 3-8204-8215-6.
- Nationalrausch — Szenen aus dem gesamtdeutschen Machtkampf (1990) Kindler, ISBN 3-463-40140-1.
- Geteilte Freude — das erste Jahr der dritten Republik (1992) Kindler, ISBN 3-463-40175-4.
- Wir dürfen nicht schweigen — ein politisches Gespräch mit Альберц, Генрих (1993) Kindler, ISBN 3-463-40213-0.
- Das Saumagen-Syndrom — die Deutschen und ihre Politiker  (1994) Kindler, ISBN 3-463-40237-8.
- Richard von Weizsäcker — Geist, Mass und Stil — die Biographie einer politischen Persönlichkeit (1994) ZDF-Video / BMG.
- Die Machtspieler — hinter den Kulissen großer Konzerne (1998) ECON, ISBN 3-430-14376-4.
- Eine blendende Gesellschaft — Roman (1996) Goldmann, ISBN 3-89667-005-0.
- Fusion Roman (1999) Hoffmann und Campe, ISBN 3-455-02805-5.
- Die Tiefe der Talkshow Roman (2004) dtv, ISBN 3-423-24382-1.
- Wir sind kein Volk — eine Polemik (2004) Piper, ISBN 3-492-04663-0.
- Dann wählt mal schön — wie wir unsere Demokratie ruinieren (2005) Piper, ISBN 3-492-04862-5.
- Neurose D: Eine andere Geschichte Deutschlands (2008) Piper, ISBN 3-492-05099-9.
- Exempel Talkshow. In: Sascha Michel/Heiko Girnth (Hrsg.): Polit-Talkshows — Bühnen der Macht. Ein Blick hinter die Kulissen. Bonn: Bouvier (2009), S. 33-38, ISBN 978-3-416-03280-3.
- Die Dirigentin (2011) Fischer Verlag
- Susanna im Bade (2014) Fischer Verlag, ISBN 978-3-104-02712-8.
- Die Gefallsüchtigen — Gegen den Konformismus in den Medien und Populismus in der Politik (2015) Knaus, ISBN 978-3-8135-0668-6.
- Sahra Wagenknecht — Rot, Rosa, Sahra, 30-minütiges TV-Porträt in der MDR-Sendereihe Lebensläufe